# Big Chill
Big Chill is een uiteindelijk lot van het heelal waarbij het heelal tot 0 kelvin is afgekoeld. Een andere benaming van deze eindtoestand is de Big Freeze.
Onderzoek, onder andere met de WMAP, ondersteunt de theorie dat de uitdijing van het heelal eeuwig en zelfs versneld zal doorgaan. Sterrenstelsels zullen steeds verder van elkaar komen te liggen. Van sterren wordt verwacht dat ze normaal gevormd blijven worden gedurende 1012 tot 1014 (1-100 biljoen) jaar, maar uiteindelijk zal de toevoer van gas in moleculaire wolken, die nodig is voor stervorming, uitgeput zijn. Als  bestaande sterren door gebrek aan brandstof uitdoven tot witte dwergen, zal het universum langzaam donkerder en kouder worden.
Volgens theorieën die protonverval voorspellen, zullen protonen vervallen in gammastraling. Volgens die theorie zullen op die manier de achtergebleven sterrenresten verdwijnen, waardoor alleen zwarte gaten achterblijven. Als de temperatuur in de omgeving van de zwarte gaten lager is dan die van zwarte gaten zelf zullen ook zij verdampen doordat ze hawkingstraling uitzenden. Alle energie die overblijft wordt omgezet in warmte, dit proces van entropie is onomkeerbaar en eindig. Nadat het absolute nulpunt van 0 kelvin is bereikt, is er voor altijd een onveranderlijke leegte. Het heelal is dan dood.
Een alternatieve voorspelling is dat het universum een toestand bereikt waarin de temperatuur niet het absolute nulpunt bereikt, maar een uniforme waarde nadert waarbij geen verder werk mogelijk is, resulterend in een uiteindelijke warmtedood.